# Pierre Baugniet
Pierre Baugniet, född 23 juli 1925 i Antwerpen, död 1981, var en belgisk konståkare. Han tävlade i paråkning tillsammans med Micheline Lannoy.
Baugniet blev olympisk guldmedaljör i konståkning vid vinterspelen 1948 i Sankt Moritz.